# Rocade de Quilon
La rocade de Quilon (en malayalam : കൊല്ലം ബൈപ്പാസ്) est une section de la NH 66 qui contourne le quartier central des affaires de la ville de Quilon au Kerala, en Inde. 
Cette rocade très fréquentée de 13,141 km de long part de Mevaram au sud jusqu'à Kavanad au nord via Ayathil, Kallumthazham, Kadavoor et Kuripuzha. Il s'agit d'une initiative conjointe des gouvernements central et des États. Kollam Bypass a été inauguré le 15 janvier 2019,.
Bien qu'il s'agisse actuellement d'une route à deux voies, des travaux sont en cours pour la convertir en une route à six voies.